# ミッドナイト (漫画)
『ミッドナイト』は、手塚治虫の漫画。その主人公の通称でもある。『週刊少年チャンピオン』で、第1部が1986年5月2日号から1987年6月12日号に、第2部が同年7月10日号から9月18日号に掲載された。各話のサブタイトルは付けられていない。

## 作品概要
深夜タクシーの運転手ミッドナイトが、乗客にまつわる様々なドラマに関わっていく。話数の表記は、連載時は第1部が「ACT.○」（全56話）、第2部が「SCENE.○」（全11話）となっていたが、単行本では第1部・第2部の区別なく「ACT.○」の表記に統一されている。
ストーリーは1話完結形式で、ミッドナイトに関わった人物たちのドラマを中心に展開され、ミッドナイトは狂言回しになることが多い。一方で、ミッドナイト自身にまつわる話が断続的に描かれる。こうした特徴は『ブラック・ジャック』に通じるものがある（職業は違えど、主人公が無免許であることも共通）。その主人公ブラック・ジャックも途中からセミレギュラーとして登場、出番は少ないながらもミッドナイトに深く関わっていく。このことから、本作は『ブラック・ジャック』の外伝的物語（事実上のスピンオフ作品）とも解釈できる。
元々は『ドライブラー』のタイトルで1985年初頭に連載予定だったが、1984年11月に手塚が急性肝炎で入院したため中止、その後設定を変えて執筆されたのが本作である。当初の構想では超能力を持つロボット自動車が活躍するというSF設定だったが、外国のテレビドラマに類似作品があるため、タクシードライバーの人情ものに変更された。
最終話については、結末があまりにも意外だったため単行本には収録されなかった。一方、手塚が亡くなった後の1998年に発行された秋田文庫版第4巻などにはその最終話が収録されている。
手塚にとっては最後の週刊漫画雑誌での連載作品となり、その後の作品は短編または未完の長編となっている。
2023年6月16日刊行の作品集『ミッドナイト ロストエピソード』（立東舎）では、単行本未収録11話分とブラック・ジャックの登場回3話分に加え、全67話分の扉絵原画、単行本の表紙絵、予告カット、そして『ドライブラー』の原稿などの資料が収録されている。

## 主な登場人物
ミッドナイト
演 - 賀来賢人（実写版）
本編の主人公。本名は三戸 真也（みと しんや）。
茨城県尻軽村の出身。酒癖の悪い父親・仙吉（その姿はヒゲオヤジ）への反発から不良化し、父の死と同時に故郷を捨てて上京した。そして暴走族「ダースベーダー」のボスの座に収まっていたが、事故で恋人のマリを植物状態にしてしまい、彼女の入院費を払うために暴走族を解散、深夜タクシーの運転手になった。ただし、タクシーの運転・営業に必要なライセンスを取得せず営業している「モグリ」（いわゆる白タク）である。営業ライセンスを取得していないため警察に関わるのを嫌うが、成り行きで警察に協力したこともある。決して悪人ではなく、むしろ自分でも呆れるほどのおせっかい焼き。
営業に使用している自動車は、暴走族時代からの愛車で、マリ（後述）に一目惚れするまでは「エリカ」という名前までつけるほどに大切にしており、現在も他人に触らせないようにしている。ミッドナイトの手によって、第5のタイヤが床下から出るなどの様々な特殊機能が施されている。ミッドナイトにとっては分身とも呼べる存在。ナンバープレートは「練-9696」。外観は特に実在の車種をモデルとしたものではないが、後述する実写版ではC33系ローレルをベースとした車が使用されている。
後に父親の生前の意外な一面を知ってわだかまりは解け、無縁仏になる寸前だった遺骨を引き取りに行っている。
所謂エスパーで、乗客を一目見ただけである程度の素性を見抜いたり、予感が高確率で的中したりする。また、超常現象に巻き込まれることもある。
かってマリファナを吸っていた事がある。
Pk型という珍しい血液型の持ち主。
実はブラジルの富豪・土浦家が三戸家に預けた養子であり、終盤はマヒルの登場と同時に土浦家の遺産相続を巡る陰謀に巻き込まれる。
金太郎
タクシー運転手たちの行きつけのラーメン屋「ラーメン軒」の店主。ミッドナイトを自分の子供のように可愛がっているが、やっかいごとを押し付けられることも多い。
車に跳ね飛ばされて後ろ足をなくしたオオヤマネコを「トン骨」と名付けて飼っていたことがある。
太平洋戦争中にはカタンドウアネス島というフィリピンの小島に駐留しており、現地の娘との間に子を儲けたが、終戦により帰国して離れ離れになる。その子供は父親を捜して来日し、帰国寸前に金太郎と再会したが、金太郎は気づかなかったため、金太郎が実の父親と知らずに帰国してしまっている（別れた後で金太郎がその子供にもらった母親の写真を見て気づいた）。
マリ（ジュン）
ミッドナイトの恋人。暴走族だったミッドナイトの車に同乗した際に衝突事故に遭い、植物人間の状態で入院し続けている。事故後、長期間にわたり脳波が停止しているが、心臓は動き続けている。長い間意識不明の状態であり脳波も停止しているため、医師からは本当は脳死の状態にあり死んでいるのではないかと思われることが多いが、ミッドナイトの「生きてると信じてやまない」という思いから長期に渡って入院している。ごくまれに脳波が出たことがある。
単行本では当初から最後まで植物状態のままであり台詞も全くないが、単行本に収録されなかった最終話では事故までの経緯や最終的な結末などが描かれている。
ACT.11ではミッドナイトが彼女を「マリ」と呼ぶが、他の話ではミッドナイトをはじめとする登場人物が彼女の名を言う場面はない。最終話では「ジュン」と呼ばれる場面がある。手塚治虫公式サイトでは「マリ」としている。
ブラック・ジャック
無免許で法外な治療費を請求するが、天才的な腕を誇る外科医。
ミッドナイトに頼まれてマリの脳を診察、ミッドナイトの協力もあったもののまだ脳が生きていることを突き止めた。最終話ではミッドナイトの運命が彼の手に委ねられることになる。
リーゼンバーグ教授
ボストン大学の教授。世界的な脳死の研究者。会議のために来日中、ミッドナイトに会う。
かつて日本に留学しており、そのときに日本人女性と結婚の約束をしていたが、ふとした勘違いで破綻し、日本人が嫌いになった。ミッドナイトがその女性を探し出してリーゼンバーグに再会させ、誤解が解けた。その礼としてマリの脳を調べ、ブラック・ジャックの診察の結果が正しいことを証明した。
本名はリンゲといい、第二次世界大戦中はナチスの医師としてポーランドの強制収容所で生体実験を行ったこともあるが、本来は誠意ある人間。その被験者が病院にまで押し掛けており、リーゼンバーグともみあいになり道連れとなる。
なお、大熊ゆうごによる漫画『ヤング ブラック・ジャック』にも登場しており、同作では医大生時代のブラック・ジャックとも対面している。
鵲（かささぎ）カエデ
演 - 加藤小夏（実写版）
北海道樹文町の運送会社・カササギ運輸の前社長の一人娘。ライバル会社・北陽急便の謀略により事故死した前社長を引き継いで社長となり、トラック運転手として働いている。トラックに乗ると「オレ」という一人称を使うなど男気になる。
トラックを運転中、後ろに続いていたミッドナイトが運転に立腹し、ドライブインに止まっているところで話をつけようとしてミッドナイトと会う。ミッドナイトを北陽急便の手先と勘違いして一方的に敵対心を抱いていたが、北陽急便に殺されそうになり、ミッドナイトに命を救われたことで誤解は解けた。それ以降、ミッドナイトに淡い恋心を抱くこととなる。最終話では結婚を前にブラック・ジャックの手に委ねられた後のミッドナイトと再会を果たすが、互いに本人であることには気付かなかった。
土浦マヒル
ミッドナイトの双子の妹。父親が全財産をミッドナイトに相続させるという遺言を残したことから彼を憎み、命を狙う。空手や投げナイフの技能を持つ。
ミッドナイトと同様、Pk型の血液型を持つ。ミッドナイトが重傷を負ったときにPk型の血液型がなく、ミッドナイトの死を見届けるため看護師を装って病院にいたところ、彼女の血液型を知った医師に説得され輸血させられ、彼女にとっては皮肉なことだが、ミッドナイトは一命を取り留めたこともある。
最終話では、運命に翻弄された挙句変わり果てた姿となった兄に対し涙を見せ、少なくとも先述の件もあり、わずかながらも血の繋がった家族として捉えていたと思われる。

## 単行本
- ミッドナイト（1986年 - 1988年、全6巻、秋田書店、少年チャンピオン・コミックス）
- ミッドナイト（1995年、全6巻、講談社、手塚治虫漫画全集）
- ミッドナイト（1998年、全4巻、秋田書店、秋田文庫）※最終話を初収録
- ミッドナイト ブラック・ジャック編（2005年、全1巻、秋田書店、秋田トップコミックス）※傑作選
- ミッドナイト 夜は千の顔を持っている編／真夜中は別の顔編（2007年、全2巻、秋田書店、秋田トップコミックスワイド）
- ミッドナイト（2010年、全3巻、講談社、手塚治虫文庫全集）
- ミッドナイト ロストエピソード（2023年、立東舎）

## 舞台化
2016年8月1日から同年8月29日まで、劇作家・演出家の吉村ゆうが率いる劇団東京ハイビームにより、「東京ハイビーム＋四谷天窓提携公演」として高田馬場のライブハウス「四谷天窓」にて初めて舞台化された。

## 映像化
2024年3月6日、iPhone 15 Proのみを使用して写真や映像を撮影するというAppleの企画「iPhoneで撮影 - Shot on iPhone」において、監督・三池崇史、主演・賀来賢人による19分間の実写化作品がYouTubeで公開された。エンディング曲にはTHEE MICHELLE GUN ELEPHANTの「ミッドナイト・クラクション・ベイビー」を使用している。